# هاوال اف۵
خودروی هاوال اف۵ یک کامپکت اسپرت است که توسط یک خودروساز چینی گریت وال موتورز ساخته شده است.

## نمای خودرو

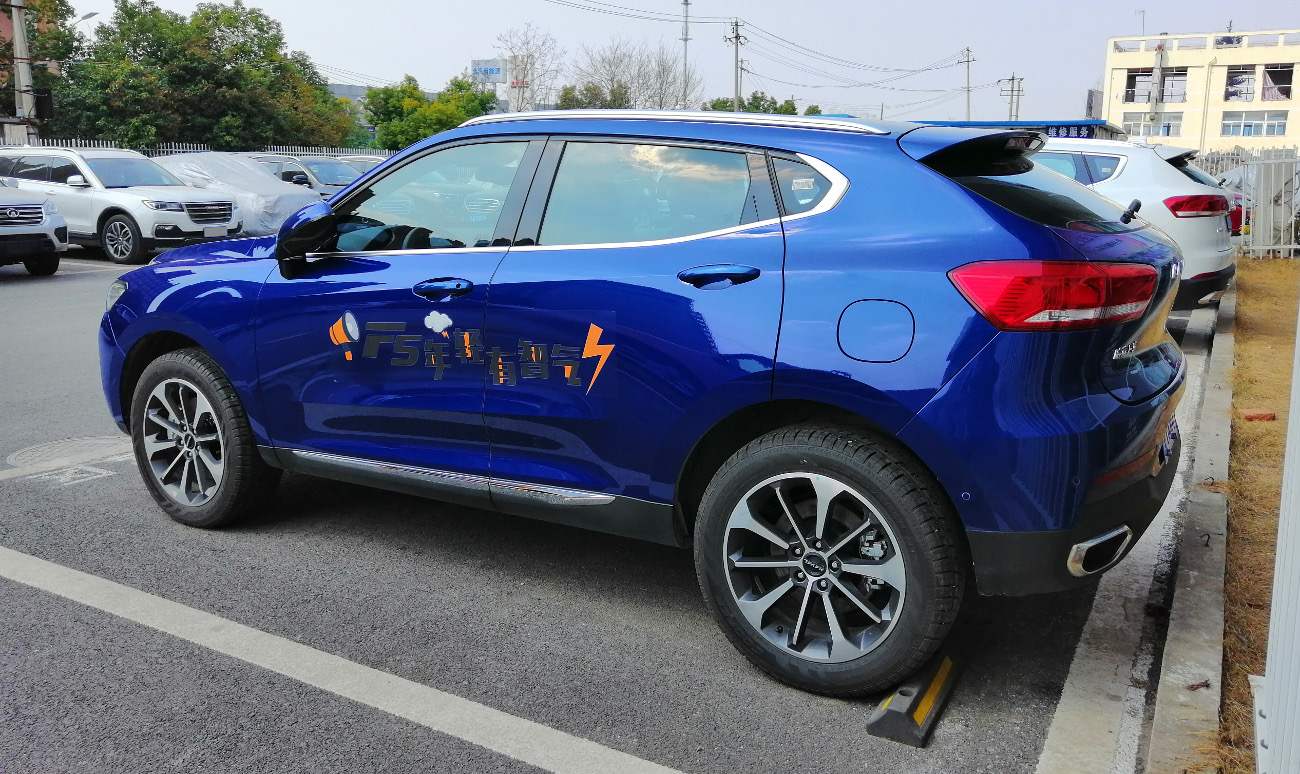
نمای عقب هاوال اف۵

هاوال اف۵ بر پایه همان سکوی مبتنی بر هاوال اچ۶ و وی وی‌وی۵ قرار داشت، و قیمت آن از ۱۰۰۰۰۰ یوان تا ۱۳۰۰۰۰ یوان بود.